# Провера правила за пројектовање

## Провера правила за пројектовање
У аутоматизацији пројектовања електронских компоненти, правила за пројектовање представљају геометријска ограничења наметнута инжењерима који пројектују штампане плоче, полупроводничке компоненте и интегрисана кола(ИК), како би се осигурало да њихови дизајни функционишу исправно и поуздано. Правила пројектовања развијају процесни инжењери. Аутоматизација пројектовања електронских уређаја се у великој мери користи како би се осигурало да инжењери не би кршили правила пројектовања; процесом који се зове провера правила за пројектовања(ППП). ППП је главни корак током физичке верификације дизајна, који такође укључује проверу ЛВС (изглед у односу на шему), XOR проверу, ПЕП(проверу електричних правила) и проверу антене. Правила за пројектовања и њихова провера највећу важност имају у раду на интегрисаним колима, који имају микро или нано геометрију; за напредне процесе, неке фабрике такође инсистирају на коришћењу специфичнијих правила за побољшање приноса.

### Правила за пројектовања
Правила за пројектовања су низ параметара које дефинишу полупроводнички произвођачи који омогућавају инжењеру да провери исправност сета маски. Правила за пројектовање могу варирати у зависности од процеса коме су намењена. Скуп правила за пројектовање дефинише одређена геометријска ограничења и ограничења при повезивању како би се осигурале довољне маргине(растојања) како би се осигурало да већина делова ради исправно.
Најосновнија правила за пројектовање приказана су на дијаграму са леве стране. Прва су правила која се односе само на један слој. Правило ширине одређује минималну ширину било ког елемента у дизајну. Правило размака одређује минимално растојање између два суседна елемента. Ова правила ће важити за сваки слој у процесу производње полупроводника, при чему најнижи слојеви имају најмања правила (обично 100 nm од 2007.) и највиши метални слојеви имају већа правила(обично 400 nm од 2007.).
Правила која се односе на два слоја дефинишу однос који мора постојати између слојева. На пример, правило ограђивања може специфицирати да елемент једног типа, као што је контакт или пролаз, мора бити прекривен, са неком додатном маргином, металним слојем. Типична вредност од 2007. године може бити око 10 nm.
Постоје многе други типови правила који овде нису описани. Правило минималне површине представља управо оно што назив имплицира. Правила антене су сложена правила која проверавају односе површина сваког слоја мреже за конфигурације које могу довести до проблема када се урезују средњи слојеви. Постоје многа друга правила која су детаљно објашњена у документацији коју обезбеђује произвођач.
Правила академског пројектовања се често дефинишу преко скалабилног параметра, λ, тако да се све геометријске толеранције у дизајну могу дефинисати као целобројни умношци од λ. Индустријска правила су више оптимизована и апроксимирају само униформна скалирања. Скуп правила за пројектовање постаје све сложенији са сваком следећом генерацијом процеса производње полупроводничких компоненти.
Нека правила за пројектовање која се користе приликом провере исправности дизајна интегрисаних кола укључују:
- Минимално растојање између два канала
- Минимална дужина канала транзистора
- Минимална ширина метала
- Минимално растојање између два метала
- И/О правила
- Ефекат антене
- Минимално растојање од краја
- Неусклађеност између жице и канала

### Софтвер
Главни циљ провере правила за пројектовање(ППП) је постизање високог укупног приноса и поузданости дизајна. Ако правила за пројектовање нису испоштована, дизајн можда неће бити функционалан. Да би испунио циљ побољшања приноса по чипу, ППП је еволуирао од једноставних мерења и Булових провера, до много комплекснијих правила која модификују постојеће карактеристике и убацују нове карактеристике. Завршна шема се састоји од геометријског приказа дизајна и података који пружају подршку при изради дизајна. Провере правила за пројектовање не потврђују да ће дизајн функционисати исправно. Она су направљена да би се потврдило да структура испуњава задата ограничења за дати тип и за технологију која се користи у процесу производње.
ППП софтвер као улаз обично узима шему у ГДСИИ стандардном формату и листу правила специфичних за процес одабран за производњу. На основу њих ствара извештај који садржи све грешке које је потребно исправити. Дизајнер може, али не мора да одлучи да дате грешке исправи. ППП је рачунски веома захтеван. Обично ће се ППП покренути на сваком пододељку ИКСН-а(Интегрисаног кола специфичне намене) како би се минимизовао број грешака. Ако се покреће на једном ЦПЈ-у(Централна процесорска јединица), инжењер ће морати да чека до недељу дана да добије резултат провере правила за пројектовање, за неки модерни дизајн. Већина компанија која се баве пројектовањем захтева да ППП изврши процес провере за мање од једног дана како би се постигло разумно време провере грешака, јер ће ППП вероватно бити покренута неколико пута пре завршетка пројектовања.
Неки од софтвера који се користе при пројектовању дизајна су:
- KLayout
- Magic
- Opensource 130nm CMOS PDK by Google and SkyWater tech. Foundry